# Magyar Mérce
A Magyar Mérce a Jobbik Magyarországért Mozgalom első, havonta megjelenő lapja volt. 36 színes oldalon, 11 ezer példányban került az utcára. Az első szám 2006 augusztusában jelent meg. Elődjét, a Magyarok Lapját az azt kiadó üzletember a 2006-os választások után leválasztotta a Jobbik-ról, annak munkatársai emiatt új címmel újraindították a lapot. Az első szám megjelenése baloldali sajtókörökben kritikus érdeklődést váltott ki. A lap főszerkesztője Novák Előd volt. Az újság 2009-ben megszűnt, funkcióját a Barikád vette át, ami az azonos nevű online újságból nőtt ki.

## Külső hivatkozások
- honlapja (megszűnt)
- Az eMasa (a Magyar Újságírók Országos Szövetsége médiaszakmai portálja) a Magyar Mércéről